# Ямвлих
Я́мвлих (др.-греч. Ἰάμβλιχος, 245/280 — 325/330) — античный философ-неоплатоник, ученик Порфирия, глава Сирийской школы неоплатонизма в Апамее.

## Биография
Единственным источником биографических данных о Ямвлихе служит сочинение «Жизни философов и софистов» Евнапия Сардского. По происхождению сириец, родился в Халкиде. Греческое имя «Ямвлих» происходит от сирийского или арамейского ya-mliku «он — царь» и восходит к семье жрецов-правителей Эмесы. Ямвлих был учеником Анатолия (ученик Порфирия), позже учился в Риме у самого Порфирия. После возвращения в Сирию основал собственную школу в Апамее. Изучал труды пифагорейцев, Платона, Аристотеля, особое внимания уделяя его сочинениям по логике. Продолжал руководить своей школой до самой смерти.
Ученики обращались к Ямвлиху с обращением «Божественный учитель». О нём ходили легенды, что он был способен к левитации на высоту до 10 локтей (5 метров), во время которой тело и одежда его наполнялись златовидным сиянием.

## Канон Ямвлиха
Особенностью учения Ямвлиха является сочетание платонизма с элементами пифагореизма, мистикой халдейских оракулов и языческими культами. Также Ямвлих занимался астрологией, магией, гаданием и практиками экстатического восхождения в «сверхчувственные сферы».
Ямвлих комментировал труды Платона в эзотерическом духе, чем оказал большое влияние на развитие оккультизма; повлиял на Пико делла Мирандола, христианских каббалистов и др. При этом Ямвлих отмечал разницу не только между эзотеризмом и религией, но и между эзотеризмом и философией: «об эзотеризме надо мыслить эзотерически, о философии — по-философски».
Большое историко-философское значение имеет у Ямвлиха метод комментирования диалогов Платона (трактовка во всех аспектах — этическом, логическом, космологическом, физическом и др.), определивший все позднейшие неоплатонические комментарии и последовательность изучения диалогов, вплоть до флорентийской платоновской Академии. Т. н. «канон Ямвлиха» включает двенадцать диалогов, составляющих два цикла.
Первый цикл:
1. Алкивиад I — введение в философию;
2. Горгий
3. Федон — этика;
4. Кратил
5. Теэтет — логика;
6. Софист,
7. Политик — физика;
8. Федр,
9. Пир — теология;
10. Филеб — сводка основных проблем платоновской философии.

Второй цикл (высший):
1. Тимей — физика;
2. Парменид — теология.

После изучения философии Платона предполагалось чтение и толкование Халдейских оракулов, которые со времен Ямвлиха стали неотъемлемой частью философского курса в неоплатонических школах.

## Ученики Ямвлиха
Из учеников Ямвлиха наиболее известны Дексипп, Феодор Асинский, Эдесий, относящиеся к Пергамской школе неоплатонизма. Влияние Ямвлиха также испытали римский император Юлиан II Отступник, который ставил его на второе место после Платона, философ-неоплатоник Прокл Диадох, через которого идеи Ямвлиха воспринял Псевдо-Дионисий Ареопагит, и Афинская школа неоплатонизма в целом. От Ямвлиха также берёт начало схоластическая традиция неоплатонизма, которая переходит в труды византийских авторов, таких как Михаил Пселл, а позже и в западную философию.

## Теоретическая философия
Теоретическая философия Ямвлиха продолжает начавшуюся до него разработку основных категорий Плотина: Единого, Ума и Души. У Ямвлиха эти категории ещё более дифференцируются и оформляются терминологически.
Наиболее существенно Ямвлих разработал сферу Единого. Так, в Едином Плотина Ямвлих различает два единых. Первое из них — как у самого Плотина — выше всякого бытия, всякого познания и всякого наименования. Второе есть начало всего последующего и потому именуется не только Единым, но и Благом. Это второе единое через оппозицию предела и беспредельного соединено с Единым-сущим (в соответствии со второй гипотезой «Парменида»)
В сфере ума Ямвлих различает триаду: бытие — жизнь — ум, то есть мыслимое (бытие), мыслящее (ум) и тождество того и другого (жизнь). Т.о. в сфере ума у него оказываются объединены космос умопостигаемый и космос мыслящий, а тем самым функции парадигмы и демиурга (в смысле космогонических терминов «Тимея»).
Душа причастна уму в меру своей ра́зумности и помещена над всеми внутрикосмическими душами как монада. Ямвлих строго отличал души людей, которые вечно связаны с умопостигаемой природой, от душ животных и не допускал их взаимоперехода (который теоретически обосновывал Плотин).
Такая разработка — только начало дальнейшего различения, которое принимает вид строго триадического построения. Здесь у Ямвлиха уже выступает характерная для позднего неоплатонизма схоластичность, схематизм, проникающие даже в наиболее «диалектические» его построения, которые имеют выраженный мистический характер.
Согласно его учению, и «чистые умы» и «душа» — надмировые боги. Ниже таких располагаются в космосе небесные боги. Они «водительствуют» по отношению к 12 мировым сферам — земли, воды, воздуха, огня, семи планет и эфира. При этом число богов всё увеличивается; так как 12 небесных богов также образуют триады, то их оказывается всего 36 и после умножения на 10 их число достигает 360, по количеству дней древнего года (положенных в основу деления круга на 360 градусов). Таким следуют поднебесные «охраняющие» боги и демоны отдельных людей и народов.

## Практическая философия
В своей практической философии Ямвлих также проводит линию восстановления языческой религии. Он стремится восстановить все её верования, все обряды и культовые действия, все предания о чудесах, все предзнаменования и молитвы. Такой тенденции посвящена антропология Ямвлиха: главным в человеке он считает не направленность на созерцание природы и космоса, а веру в богов и общение с ними.
Добродетели моральные и политические Ямвлих считает только низшими ступенями. Высшая — добродетель абсолютного единения с богами. Задача Ямвлиха — постигнуть суть теургии, мантики, жертвоприношения и молитвы. Он стремится классифицировать все основные явления в каждой из этих религиозных областей.
Ямвлих провозгласил догмат «всеобщего согласия тайновидящих всех времён и народов». Все восточные и греческие мудрецы, маги и прорицатели, поэты и философы, считал Ямвлих, во все времена возвещали одну и ту же неизменную и непогрешимую доктрину, которую жизненно необходимо понять и верно истолковать, чтобы убедиться в её единстве.

## Сочинения
- Свод пифагорейских учений в 10 кн. (из них дошли: «Жизнь Пифагора» («Περὶ Πυθαγόρου αἱρέσεως»), «Протрептик», «Об общей математической науке», Комментарий к «Введению в арифметику» Никомаха, «Теологумены арифметики»
- Комментарии к сочинениям Платона («Федр», «Тимей», «Парменид», «Алкивиад I», «Федон», «Филеб», «Софист») и Аристотеля («Категории», «Первая аналитика», «Об истолковании», «О небе») известны лишь по отдельным фрагментам.
- В сочинении «О египетских мистериях» Ямвлих дает определение Теургии, рассматривает вопросы родства души с высшими родами, различия богов и демонов, иерархии божеств, чистоты жрецов, дает определение блаженства как цели человека, рассматривает проблему индивидуального демона и соотношение её с проблемой судьбы, дает истолкование и классификацию гаданий, жертвоприношений, жреческой символики египтян, делает краткое изложение египетской теологии.
- Совместно с Юлианом Халдеем и Юлианом Теургиком Ямвлих написал ряд сочинений по магии и оккультизму — «Книга Тайн», «О Халдейских оракулах» и др.
- Трактат «О душе», фрагмент которого сохранился в «Антологии» Стобея. Также у Стобея сохранились письма Ямвлиха «О судьбе» и «О диалектике».
- О других сочинениях известно главным образом по их названиям («Халдейская теология», «Платонова теология» и др.).

## Тексты и переводы
О египетских мистериях:
- Ямвлих. О египетских мистериях. / Пер. и вступ. ст. Л. Ю. Лукомского. М., 1995. 285 стр. 5000 экз. (в приложении «Жизнеописание Ямвлиха» Евнапия)
- Ямвлих. О египетских мистериях. / Пер., вступ. ст. и прим. И. Ю. Мельниковой. М., Алетейа, 2004. 208 стр.
- Ответ учителя Абаммона на письмо Порфирия к Анебону (=О мистериях). / Пер. И. И. Маханькова. // Знание за пределами науки. М., 1996.
- Jamblichi de mysterius liber, rec. G. Parthey, Berolini, 1857.
- «О египетских мистериях» в англ. пер. Тейлора (начало XIX века)
- «О египетских мистериях» в англ. пер. Уайлдера (1911)
- Iamblichus, On the Mysteries, trans. with introduction and notes, by Emma C. Clarke, John M. Dillon & Jackson P. Hershbell, SCM Press: Atlanta, 2003 (co-publ. Brill Leiden, 2003)
- В серии «Collection Budé»: Jamblique. Les Mystères d’Egypte. Texte établi et traduit par E. des Places. 4e tirage 2003. 401 p.

О жизни Пифагора:
- «О жизни Пифагора» (издание 1815 года с лат. пер.)
- Jamblichi de vita Pythagorica liber, rec. A. Nauck, Petropoli, 1884.
- Nauk (1884), Pistelli (1888).
- Жизнь Пифагора. / Пер. Ю. А. Полуэктова. СПб., 1997.
- Ямвлих. Жизнь Пифагора. / Пер., вступ. ст. и прим. В. Б. Черниговского. М.: Алетейа. 1997. 179 стр. 5000 экз.
  - 2-е изд., перераб. М., Алетейа-Новый акрополь. 1998. 248 стр.

Теологумены арифметики:
- Ямвлих Халкидский. Теологумены арифметики. / Сокр. пер. В. В. Бибихина. // Лосев А. Ф. История античной эстетики. [В 8 т. Т.7] Последние века. Кн.2. М.: Искусство. 1988. С. 395—419.
- Теологумены арифметики. Пер. В. В. Бибихина и А. И. Щетникова. Вступит. статья и комм. А. И. Щетникова // ΣΧΟΛΗ 3.1 (2009) 279—335.

Другие сочинения:
- «О науке общей математики» (издание 1891 года)
- Iamblichus, De Anima, text, translation and commentary, edd. John F. Finamore & John M. Dillon / Brill: Leiden, 2002. 299 p.
- Ямвлих, О душе (фрагменты), пер. Е. В. Афонасина // ΣΧΟΛΗ 6.2 (2012) 228—258
- В серии «Collection Budé»: Jamblique. Protreptique. Texte établi et traduit par E. des Places. 2e tirage 2003. VII, 289 p. ISBN 978-2-251-00397-9
- Ямвлих, Письма (фрагменты), пер. Е. В. Афонасина // ΣΧΟΛΗ 4.1 (2010) 166—193

Фрагменты:
- Ямвлих Халкидский. Комментарии на диалоги Платона. / Пер., вступ. ст. и комм. Р. В. Светлова. (Серия «Античная библиотека». Раздел «Античная философия»). СПб., Алетейя. 2000. 320 стр.

Библиография
Афонасин Е. В. Ямвлих Халкидский. Издания и переводы // ΣΧΟΛΗ 4.2 (2010) 256—259